# Juan González Martínez
Juan González Martínez (Ciudad de México; 4 de enero de 1945) es un exfutbolista mexicano que jugaba como delantero.

## Trayectoria
Surgió como jugador del Poza Rica en 1962, ganando dos veces la Copa de la Segunda División. Luego pasó al Monterrey, donde vivió sus mejores momentos como profesional.
De 1970 a 1973 estuvo con Pachuca pero retornó a Monterrey hasta su retiro el 29 de abril de 1978.

## Selección nacional
Estuvo en un partido con la selección de México en el Campeonato de Naciones de la Concacaf de Honduras 1967, donde obtuvo el subcampeonato. Apareció en dos juegos amistosos en 1974 y marcó su único gol contra Estados Unidos.

### Participaciones en Campeonatos Concacaf
| Copa                                          | Sede     | Resultado  | Part. | Goles |
| --------------------------------------------- | -------- | ---------- | ----- | ----- |
| Campeonato de Naciones de la Concacaf de 1967 | Honduras | Subcampeón | 1     | 0     |

## Clubes
| Club           | País   | Año       |
| -------------- | ------ | --------- |
| C.D. Poza Rica | México | 1962-1966 |
| C.F. Monterrey | México | 1966-1970 |
| C.F. Pachuca   | México | 1970-1973 |
| C.F. Monterrey | México | 1973-1978 |

## Palmarés

### Títulos nacionales
| Título                      | Equipo    | País   | Año     |
| --------------------------- | --------- | ------ | ------- |
| Copa de la Segunda División | Poza Rica | México | 1962-63 |
| Copa de la Segunda División | Poza Rica | México | 1963-64 |

### Títulos internacionales
| Título                  | Equipo         | Sede   | Año  |
| ----------------------- | -------------- | ------ | ---- |
| Preolímpico de Concacaf | México amateur | México | 1964 |